# تامی ریکر
تامی ریکر (انگلیسی: Tami Reiker؛ زادهٔ ۲۹ دسامبر ۱۹۶۴) فیلم‌بردار اهل ایالات متحده آمریکا است.

## فیلم‌شناسی
- The Incredibly True Adventure of Two Girls in Love (۱۹۹۵)
- High Art (۱۹۹۸)
- دختر (۱۹۹۸)
- نامه عاشقانه (۱۹۹۹)
- تکه‌های آوریل (۲۰۰۳)
- Beyond the Lights (۲۰۱۴)
- Shots Fired (۲۰۱۷-) (تلویزیون)